# Abergement-le-Petit
 Abergement-le-Petit  es una población y comuna francesa, en la Región de Borgoña-Franco Condado, departamento de Jura, en el distrito de Lons-le-Saunier y cantón de Bletterans.

## Demografía
| Gráfica de evolución demográfica de Abergement-le-Petit entre 2006 y 2019 |
|                                                                           |

Fuentes: INSEE.

## Políticos
Elecciones Presidential Segunda Vuelta:
| Elección | Elección | Candidato Ganador | Partido | %      |
| -------- | -------- | ----------------- | ------- | ------ |
|          | 2022     | Emmanuel Macron   | LREM    | 79,17  |
|          | 2017     | Emmanuel Macron   | EM      | 78,57  |
|          | 2012     | Nicolas Sarkozy   | UMP     | 56,67  |
|          | 2007     | Nicolas Sarkozy   | UMP     | 54,84  |
|          | 2002     | Jacques Chirac    | RPR     | 100,00 |